# Panturichthys isognathus
Espèce
Panturichthys isognathus est une espèce de poissons téléostéens serpentiformes.